# Labordia helleri
Labordia helleri är en tvåhjärtbladig växtart som beskrevs av Earl Edward Sherff. Labordia helleri ingår i släktet Labordia och familjen Loganiaceae. Inga underarter finns listade i Catalogue of Life.